# Ваги (символ)

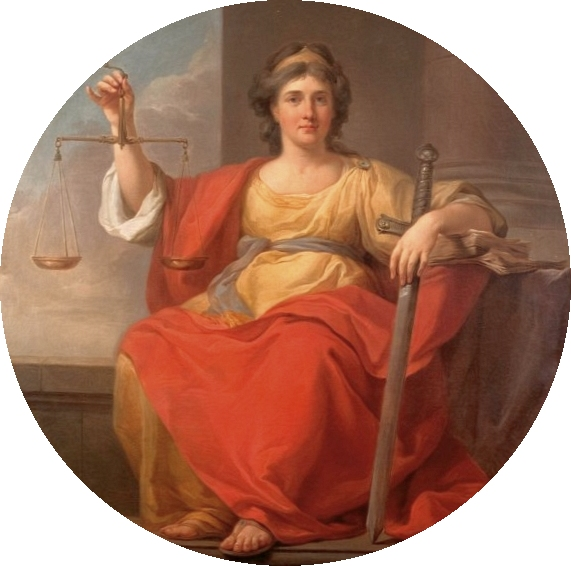
Марчелло Бакчареллі, Алегорія справедливості (Юстиція, тримаючи ваги), 1792/93

Ваги, як правило, у формі балочних ваг, символізують право на торгівлю, оскільки воно було передано містечкам і містечкам за указом феодала.
Баланс має інше значення, особливо через його симетричний вигляд при досягненні рівноваги, як символ справедливості та як атрибут Юстиції. Тут він використовується як спеціальний розпізнавальний знак, і в переносному значенні баланс і нейтральність стали характеристиками балансу променя.

## Персонажі
Unicode містить символи для символу балансу як U+2696 ⚖ SCALES (HTML &#9878;) в «Різні символи блоку» (не слід плутати з астрологічним знаком зодіаку U+264E ♎ LIBRA (HTML &#9806;)). Іноді його використовують у словниках для визначення юридичних термінів.

## Геральдика
Як символ торгівлі чи справедливості, балансова балка була включена до гербів багатьох місць і, отже, є загальноприйнятою фігурою в геральдиці (тут здебільшого її просто називають балансом). Пояснення до опису герба (блазону) не завжди виявляють точну причину вибору символу.
Так, наприклад, місця Брелінґен, Гагенбюхах, Геферсвайлер, Кельберг, Клінгенмюнстер, Ліндлар, Мальберг, Нерот, Нідерштадтфельд, Обергайд, Офштайн, Рімбах, Роккескиль, Штаймель, Штрон і Ваґенгаузен TG мають ваги в їхньому гербі. У Графенгаузені та Обервейсбаху ваги пов’язані з Юстицією.

Герб Камеруну
Герб Тунісу
Емблема Ірану
Емблема Сомаліленду
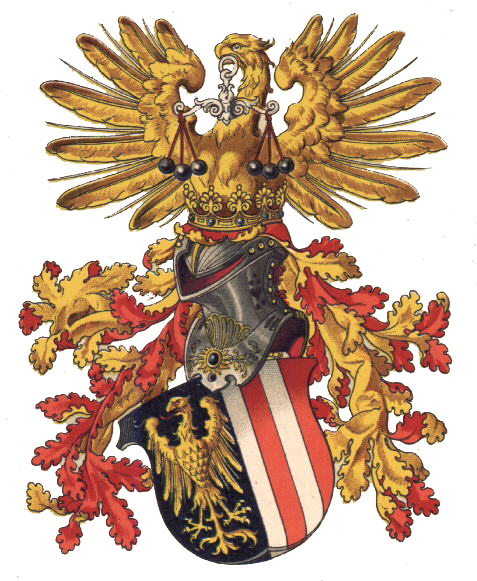
Герб Австрійського герцогства
Герб Багратіоні
Графенгаузен
Обервайсбах
Гагенбюхах
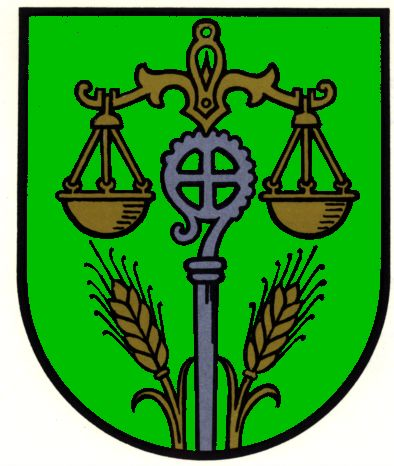
Мідлум (Ланд-Вурстен)
Обергайд (Рейнланд-Пфальц)
Онстметтінген
Вільдек

## Вебпосилання
- Словник Державного архіву Флоренції
- Весы в геральдике [Архівовано 13 червня 2021 у Wayback Machine.]